# 조동재
조동재(2003년 5월 16일 ~ )는 대한민국의 축구 선수로, 포지션은 레프트백이다. 현재 화성 FC 소속이다.